# Anteromorpha abdominalis
Anteromorpha abdominalis är en stekelart som först beskrevs av Sundholm 1970.  Anteromorpha abdominalis ingår i släktet Anteromorpha och familjen Scelionidae. Inga underarter finns listade i Catalogue of Life.